# NGC 6389
NGC 6389 is een spiraalvormig sterrenstelsel in het sterrenbeeld Hercules. Het hemelobject ligt ongeveer 164 miljoen lichtjaar van de Aarde verwijderd en werd op 29 juni 1799 ontdekt door de Duits-Britse astronoom William Herschel.

## Synoniemen
- UGC 10893
- MCG 3-45-1
- ZWG 112.5
- KARA 812
- IRAS 17304+1626
- PGC 60466